# Luis Francisco Benítez de Lugo y Benítez de Lugo
Luis Francisco Benítez de Lugo y Benítez de Lugo (La Orotava, 1 de abril de 1837 - Santa Cruz de Tenerife, 3 de maio de 1876) foi um político espanhol.

## Biografia
Ele foi o VIII Marquês da Flórida e X Lorde de Algarrobo e Bormujos. Em 1860 ele se juntou ao Partido Progressista. Sua intensa participação política aumentou durante este período, desde que foi nomeado representante das Ilhas Canárias no Comitê Central do Partido Progressista. Eleito deputado pelo distrito de La Orotava nas eleições de agosto de 1872, foi reeleito nas eleições realizadas em maio de 1873, após a proclamação da Primeira República Espanhola.
De filiação maçônica, é conhecido principalmente por ser um pioneiro do espiritismo na Espanha. Apresentou projeto de lei para aplicação do ensino oficial do espiritismo, lido em 26 de agosto de 1873.
Ele morreu aos 39 anos em 3 de maio de 1876 em Santa Cruz de Tenerife.